# Austrachipteria lobata
Austrachipteria lobata är en kvalsterart som först beskrevs av Hammer 1967.  Austrachipteria lobata ingår i släktet Austrachipteria och familjen Austrachipteriidae. Inga underarter finns listade.